# Bestiario siciliano
Bestiario siciliano è una compilation del gruppo musicale ska siciliano Roy Paci & Aretuska, pubblicato nel 2008.

## Il disco
Il disco raccoglie sedici brani scelti dai loro vecchi album, oltre a tre tracce inedite: Defendemos la alegria, Cambierò (scritta con Pacifico) e Slum Shock. La pubblicazione include, inoltre, un DVD contenente tutti i videoclip del gruppo ed un'esibizione dal vivo con relative riprese nel backstage.

## Tracce
Testi e musiche di Roy Paci & Aretuska, tranne dove indicato.
1. Defendemos la alegria – 3:23
2. Viva la vida – 3:31
3. Yettaboom – 3:34
4. Sicilia bedda – 2:20
5. Mezzogiorno di fuoco (ft. Caparezza, Sud Sound System) – 5:56
6. Che vitti 'na crozza (ft. Cristina Zavalloni) – 4:57
7. Superreggae stereomambo (ft. Frank Delle) – 3:47
8. Cantu siciliano – 3:31
9. Boca dulza (Faisal Taher) – 4:57
10. Slum Shock – 4:26
11. Beleza – 3:28
12. Italiano a Barcelona – 3:53
13. Suonoglobal – 3:22
14. Malarazza (ft. Zuli Aka Marco Zuliani) – 4:07 (Modugno)
15. Nesci lu suli – 3:50
16. Giramundo (ft. Pau) – 4:36
17. Grande la media noche (ft. Dani Carbonell) – 5:56
18. Cambierò – 3:31
19. Ciuri ciuri – 3:32 (musica: Frontini)
20. U mercatu – 4:48

## Formazione
Cast artistico
- Alessandro "Jah Sazzah" Azzaro - batteria
- Fabrizio Barbacci - chitarra, missaggio, produzione
- Ivan Bridon - pianoforte
- Marco Calabrese - Fender Rhodes, organo Hammond, pianoforte
- Cico - MC
- Giorgio Giovannini - trombone
- Massimo Marcer - tromba
- Grazia Negro - cori
- Roy Paci - produttore esecutivo, tromba, voce
- Roberto Melone - basso
- Gaciano Santoro - sassofono baritono

Cast tecnico
- Paolo Alberta - ingegneria del suono, missaggio, programmazione
- Gianluca Catania - regia
- Luca DelPia - fotografia
- Andrea Emiliano - fotografia
- Tino Francorsi - ingegneria del suono
- Guglielmo Ridolfo Gagliano - ingegneria del suono
- Chris Gehringer - masterizzazione
- Giulia Massignan - regia
- Linda Massignan - fotografia
- Lorenzo Ori - missaggio
- Luca Pellegrini - ingegneria del suono
- Stefano Severini - missaggio
- Alberto Tandoi - direttore artistico
- Lorenzo Tommasini - missaggio
- Gianluca Valdarnini - ingegneria del suono

Ospiti
- Caparezza
- Dani Carbonell
- Frank Delle
- Pau
- Sud Sound System
- Faisal Taher
- Cristina Zavalloni
- Zuli Aka Marco Zuliani